# Mercey-le-Grand
Mercey-le-Grand é uma comuna francesa na região administrativa de Borgonha-Franco-Condado, no departamento de Doubs. Estende-se por uma área de 6,56 km². Em 2010 a comuna tinha 563 habitantes (densidade: 85,8 hab./km²).